# Jean Le Jeune
Jean Le Jeune   (Arràs, 1411 - Roma, 9 de setembre de 1451) fou un cardenal i bisbe francès.

## Biografia
Doctor in utroque iure, fou canonge del capítol de la catedral d'Amiens (1424), rector de la universitat romana cap al 1430 i degà del capítol de la catedral de Nantes.
Nomenat bisbe de Mâcon el 10 de gener de 1431, va ser traslladat a la seu d'Amiens el 26 d'abril de 1433 i des del 24 d'octubre de 1436 va esdevenir bisbe de Thérouanne, seu que va mantenir fins a la seva mort.
Va participar al Concili de Ferrara i Florència com a ambaixador del duc de Borgonya.
Va ser nomenat cardenal prevere pel papa Eugeni IV al consistori del 18 de desembre de 1439 i va rebre el títol cardenalici de Santa Prassede el 8 de gener de 1440. Cap a l'any 1441 optà pel títol de San Lorenzo in Lucina.
Va participar en el conclave de 1447, que va escollir el papa Nicolau V.
Va morir d'enverinament a Roma el 9 de setembre de 1451 i va ser enterrat a la basílica de San Lorenzo in Lucina.